# Liste der Kulturgüter in Schnottwil
Die Liste der Kulturgüter in Schnottwil enthält alle Objekte in der Gemeinde Schnottwil im Kanton Solothurn, die gemäss der Haager Konvention zum Schutz von Kulturgut bei bewaffneten Konflikten, dem Bundesgesetz vom 20. Juni 2014 über den Schutz der Kulturgüter bei bewaffneten Konflikten sowie der Verordnung vom 29. Oktober 2014 über den Schutz der Kulturgüter bei bewaffneten Konflikten unter Schutz stehen.
Objekte der Kategorie A sind im Gemeindegebiet nicht ausgewiesen, Objekte der Kategorie B sind vollständig in der Liste enthalten, Objekte der Kategorie C fehlen zurzeit (Stand: 1. Januar 2023).

## Kulturgüter
| Foto |                                                                                           | Objekt                                                        | Kat. | Typ | Standort                        | Beschreibung |
| ---- | ----------------------------------------------------------------------------------------- | ------------------------------------------------------------- | ---- | --- | ------------------------------- | ------------ |
| BW   | Datei hochladen · Wikidata zu Aspihölzli, Grabhügel unbekannter Zeitstellung (Q115091460) | Aspihölzli, Grabhügel unbekannter Zeitstellung KGS-Nr.: 02502 | B    | G   | 597350 / 217675                 |              |
| ja   | Datei hochladen · Wikidata zu Altes Schulhaus (Q29881224)                                 | Altes Schulhaus KGS-Nr.: 04667                                | B    | G   | Bernstrasse 11 596394 / 217775  |              |
| ja   | Datei hochladen · Wikidata zu Alte Mühle mit Mühlestock (Q29881225)                       | Alte Mühle mit Mühlestock KGS-Nr.: 11226                      | B    | G   | Mühleweg 6, 4 595828 / 217799   |              |
| ja   | Datei hochladen · Wikidata zu Alte Öle (Q29881223)                                        | Alte Öle KGS-Nr.: 13567                                       | B    | G   | Stockeren 22 596169 / 217613    |              |
| ja   | Datei hochladen · Wikidata zu Doppelbauernhaus mit Ofenstöckli (Q29881228)                | Doppelbauernhaus mit Ofenstöckli KGS-Nr.: 14811               | B    | G   | Im Gässli 3, 3a 596517 / 217858 |              |